# باول هوفر (لاعب هوكي جليد)
باول هوفر هو لاعب هوكي جليد سويسري، ولد في 19 نوفمبر 1928.

## وصلات خارجية
- باول هوفر على موقع EliteProspects.com (الإنجليزية)
- باول هوفر على موقع أوليمبيديا (الإنجليزية)